# Abbey Harkin
Abbey Grace Harkin (Newcastle, 6 de mayo de 1998) es una deportista australiana que compite en natación.
Ganó cuatro medallas en el Campeonato Mundial de Natación, en los años 2023 y 2024, y una medalla de bronce en el Campeonato Mundial de Natación en Piscina Corta de 2018.

## Palmarés internacional
| Campeonato Mundial                  | Campeonato Mundial | Campeonato Mundial | Campeonato Mundial |
| Año                                 | Lugar              | Medalla            | Prueba             |
| ----------------------------------- | ------------------ | ------------------ | ------------------ |
| 2023                                | Fukuoka (Japón)    | Medalla de plata   | 4 × 100 m estilos  |
| 2024                                | Doha (Catar)       | Medalla de oro     | 4 × 100 m estilos  |
| 2024                                | Doha (Catar)       | Medalla de plata   | 4 × 100 m libre    |
| 2024                                | Doha (Catar)       | Medalla de bronce  | 4 × 200 m libre    |
| Campeonato Mundial en Piscina Corta |                    |                    |                    |
| Año                                 | Lugar              | Medalla            | Prueba             |
| 2018                                | Hangzhou (China)   | Medalla de bronce  | 4 × 200 m libre    |